# Grand Prix Formule 1 van Azië

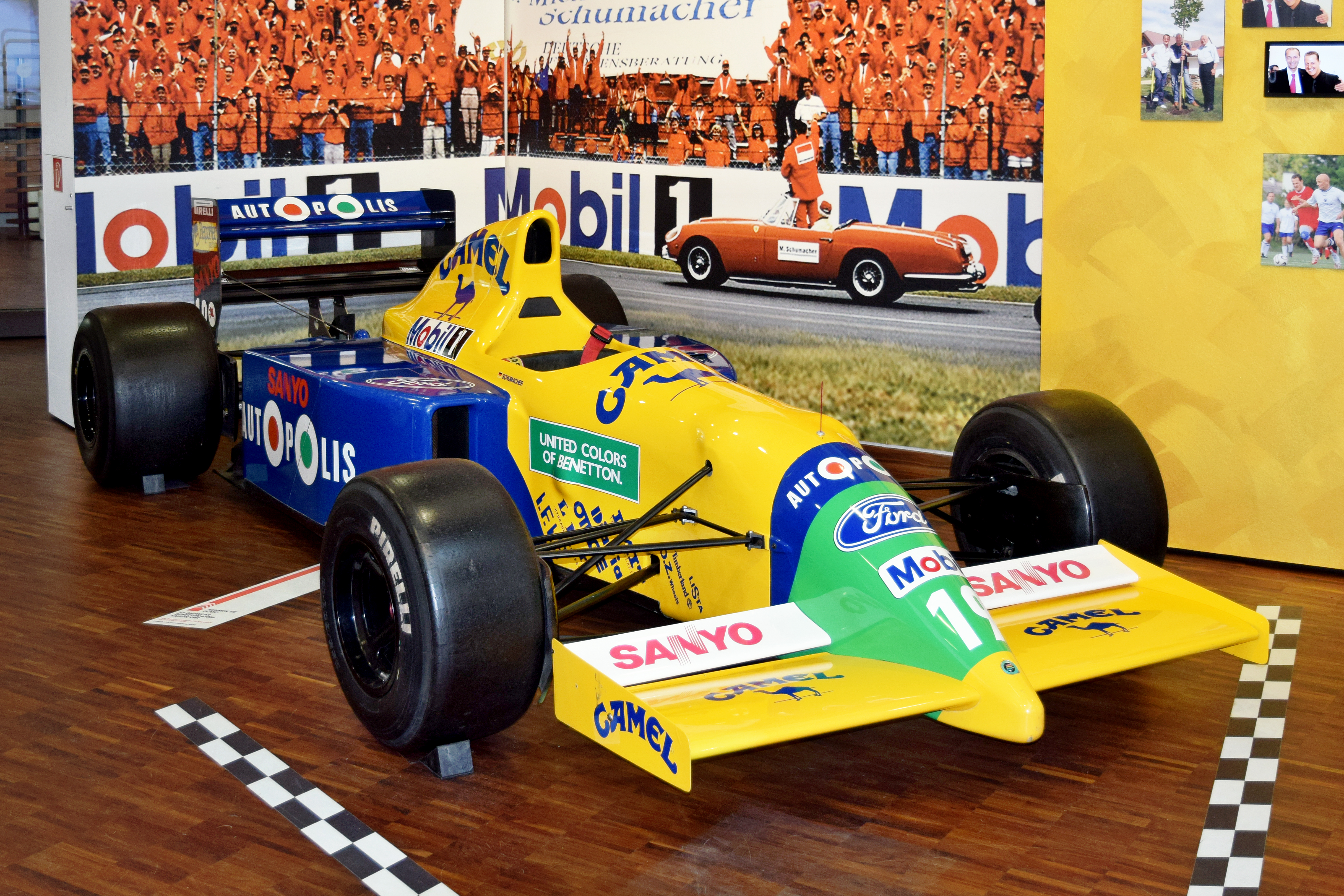
Benetton B190B Formule 1-wagen met Autopolis logo's

De Grand Prix van Azië was een geplande Grand Prix als tegenhanger van de Grand Prix van Europa.
De eerste Grand Prix van Azië zou op het Autopolis-circuit worden verreden en om het circuit te promoten als organisator van deze Formule 1-race, was het circuit de sponsor van het Benetton Formula 1-team in de jaren 1990 en 1991. De wagens hadden duidelijke Autopolis logo's op de neus, zijkant en achtervleugel. 
De Grand Prix van Azië stond voor het eerst op de kalender van de Fédération Internationale de l'Automobile voor het jaar 1993 en was gepland voor 4 april. De race zou verreden worden op het Autopolis-circuit bij de stad Hita in Japan. Dat zou dan de eerste race in Japan zijn in dat jaar omdat de normale Grand Prix van Japan in Suzuka als tweede race in het najaar verreden zou worden.
Doordat het bedrijf van de projectontwikkelaar en grootste investeerder Tomonori Tsurumaki eind 1992 dicht tegen een faillissement aan zat (en daadwerkelijk bankroet werd verklaard in 1993) had de organisatie niet genoeg financiële middelen meer om de Grand Prix te kunnen organiseren. De geplande Grand Prix van Azië 1993 ging niet door en werd vervangen door de Grand Prix Formule 1 van Europa die verreden werd op het circuit Donington Park.
Vervolgens is de Grand Prix van Azië nooit van de grond gekomen al organiseerde Japan wel tweemaal de Grand Prix van de Pacific in 1994 en 1995.